# Oscarverleihung 1976
Übersicht aller ausgezeichneten Filme

◄◄ | ◄ | 1972 | 1973 | 1974 | 1975 | Oscarverleihung 1976 | 1977 | 1978 | 1979 | 1980 | ► | ►►

Weitere Ereignisse
Die Oscarverleihung 1976 fand am 29. März 1976 im Dorothy Chandler Pavilion in Los Angeles statt. Es waren die 48th Annual Academy Awards. Im Jahr der Auszeichnung werden immer Filme des vergangenen Jahres ausgezeichnet, in diesem Fall also die Filme des Jahres 1975. Diana Ross war in dieser Veranstaltung die erste Sängerin, deren für den Oscar nominierter Song Theme from Mahogany (Do You Know Where You’re Going To) aus dem Film Mahogany live via Satellit übertragen wurde; sie sang das Lied in den Niederlanden, während sie durch die Straßen von Amsterdam lief.
| Film                             | N | A |
| -------------------------------- | - | - |
| Einer flog über das Kuckucksnest | 9 | 5 |
| Barry Lyndon                     | 7 | 4 |
| Hundstage                        | 6 | 1 |
| Funny Lady                       | 5 | 0 |
| Nashville                        | 5 | 1 |
| Der Mann, der König sein wollte  | 4 | 0 |
| Shampoo                          | 4 | 1 |
| Die Sunny Boys                   | 4 | 1 |
| Der weiße Hai                    | 4 | 3 |
| Die Hindenburg                   | 3 | 0 |
| Amarcord                         | 2 | 0 |
| Der Duft der Frauen              | 2 | 0 |
| 700 Meilen westwärts             | 2 | 0 |
| Der Tag der Heuschrecke          | 2 | 0 |
| Tommy                            | 2 | 0 |
| Der Wind und der Löwe            | 2 | 0 |

## Moderation
Goldie Hawn, Gene Kelly, Walter Matthau, George Segal und Robert Shaw führten als Moderatoren durch die Oscarverleihung. 

## Gewinner und Nominierungen

### Bester Film
präsentiert von Audrey Hepburn
Einer flog über das Kuckucksnest (One Flew Over the Cuckoo’s Nest) – Michael Douglas, Saul Zaentz
Barry Lyndon – Stanley Kubrick
Hundstage (Dog Day Afternoon) – Martin Bregman, Martin Elfand
Nashville – Robert Altman
Der weiße Hai (Jaws) – David Brown, Richard D. Zanuck

### Beste Regie
präsentiert von Diane Keaton und William Wyler
Miloš Forman – Einer flog über das Kuckucksnest (One Flew Over the Cuckoo’s Nest)
Robert Altman – Nashville
Federico Fellini – Amarcord
Stanley Kubrick – Barry Lyndon
Sidney Lumet – Hundstage (Dog Day Afternoon)

### Bester Hauptdarsteller
präsentiert von Art Carney
Jack Nicholson – Einer flog über das Kuckucksnest (One Flew Over the Cuckoo’s Nest)
Walter Matthau – Die Sunny Boys (The Sunshine Boys)
Al Pacino – Hundstage (Dog Day Afternoon)
Maximilian Schell – The Man in the Glass Booth
James Whitmore – Give ’em Hell, Harry!

### Beste Hauptdarstellerin
präsentiert von Charles Bronson und Jill Ireland
Louise Fletcher – Einer flog über das Kuckucksnest (One Flew Over the Cuckoo’s Nest)
Isabelle Adjani – Die Geschichte der Adèle H. (L’Histoire d’Adèle H.)
Ann-Margret – Tommy
Glenda Jackson – Hedda Gabler (Hedda)
Carol Kane – Hester Street

### Bester Nebendarsteller
präsentiert von Linda Blair und Ben Johnson
George Burns – Die Sunny Boys (The Sunshine Boys)
Brad Dourif – Einer flog über das Kuckucksnest (One Flew Over the Cuckoo’s Nest)
Burgess Meredith – Der Tag der Heuschrecke (The Day of the Locust)
Chris Sarandon – Hundstage (Dog Day Afternoon)
Jack Warden – Shampoo

### Beste Nebendarstellerin
präsentiert von Joel Grey und Madeline Kahn
Lee Grant – Shampoo
Ronee Blakley – Nashville
Sylvia Miles – Fahr zur Hölle, Liebling (Farewell, My Lovely)
Lily Tomlin – Nashville
Brenda Vaccaro – Einmal ist nicht genug (Jacqueline Susann’s Once Is Not Enough)

### Bestes Originaldrehbuch
präsentiert von Gore Vidal
Frank Pierson – Hundstage (Dog Day Afternoon)
Ted Allen – Geliebte Lügen (Lies My Father Told Me)
Warren Beatty, Robert Towne – Shampoo
Federico Fellini, Tonino Guerra – Amarcord
Claude Lelouch, Pierre Uytterhoeven – Ein Leben lang (Toute une vie)

### Bestes adaptiertes Drehbuch
präsentiert von Gore Vidal
Bo Goldman, Lawrence Hauben – Einer flog über das Kuckucksnest (One Flew Over the Cuckoo’s Nest)
Gladys Hill, John Huston – Der Mann, der König sein wollte (The Man Who Would Be King)
Stanley Kubrick – Barry Lyndon
Ruggero Maccari, Dino Risi – Der Duft der Frauen (Profumo di donna)
Neil Simon – Die Sunny Boys (The Sunshine Boys)

### Beste Kamera
präsentiert von Stockard Channing und Billy Dee Williams
John Alcott – Barry Lyndon
Bill Butler, Haskell Wexler – Einer flog über das Kuckucksnest (One Flew Over the Cuckoo’s Nest)
Conrad L. Hall – Der Tag der Heuschrecke (The Day of the Locust)
James Wong Howe – Funny Lady
Robert Surtees – Die Hindenburg (The Hindenburg)

### Bestes Szenenbild
präsentiert von Anthony Hopkins und Charlotte Rampling
Ken Adam, Vernon Dixon, Roy Walker – Barry Lyndon
Albert Brenner, Marvin March – Die Sunny Boys (The Sunshine Boys)
W. Stewart Campbell, Richard Sylbert, George Gaines – Shampoo
Edward C. Carfagno, Frank R. McKelvy – Die Hindenburg (The Hindenburg)
Tony Inglis, Peter James, Alexandre Trauner – Der Mann, der König sein wollte (The Man Who Would Be King)

### Bestes Kostümdesign
präsentiert von Jennifer O’Neill und Telly Savalas
Milena Canonero, Ulla-Britt Söderlund – Barry Lyndon
Ray Aghayan, Bob Mackie – Funny Lady
Yvonne Blake, Ron Talsky – Die vier Musketiere – Die Rache der Mylady (The Four Musketeers)
Karin Erskine, Henny Noremark – Die Zauberflöte (Trollflöjten)
Edith Head – Der Mann, der König sein wollte (The Man Who Would Be King)

### Beste Filmmusik (Original Score)
präsentiert von Rod McKuen und Marlo Thomas
John Williams – Der weiße Hai (Jaws)
Gerald Fried – Die Paarungen der Tiere (Birds Do It, Bees Do It)
Jerry Goldsmith – Der Wind und der Löwe (The Wind and the Lion)
Jack Nitzsche – Einer flog über das Kuckucksnest (One Flew Over the Cuckoo’s Nest)
Alex North – 700 Meilen westwärts (Bite the Bullet)

### Beste Filmmusik (Original Song Score and/or Adaptation)
präsentiert von Rod McKuen und Marlo Thomas
Leonard Rosenman – Barry Lyndon
Peter Matz – Funny Lady
Pete Townshend – Tommy

### Bester Song
präsentiert von Rod McKuen und Marlo Thomas
„I’m Easy“ aus Nashville – Keith Carradine
„How Lucky Can You Get“ aus Funny Lady – Fred Ebb, John Kander
„Now That We’re in Love“ aus Cash – Die unaufhaltsame Karriere des Gefreiten Arsch (Whiffs) – George Barrie, Sammy Cahn
„Richard’s Window“ aus Die Kehrseite der Medaille (The Other Side of the Mountain) – Charles Fox, Norman Gimbel
„Theme from Mahogany (Do You Know Where You’re Going To)“ aus Mahagoni (Mahogany) – Gerry Goffin, Michael Masser

### Bester Schnitt
präsentiert von Isabelle Adjani und Elliott Gould
Verna Fields – Der weiße Hai (Jaws)
Dede Allen – Hundstage (Dog Day Afternoon)
Richard Chew, Sheldon Kahn, Lynzee Klingman – Einer flog über das Kuckucksnest (One Flew Over the Cuckoo’s Nest)
Don Guidice, Fredric Steinkamp – Die drei Tage des Condor (Three Days of the Condor)
Russell Lloyd – Der Mann, der König sein wollte (The Man Who Would Be King)

### Bester Ton
präsentiert von Margaux Hemingway und Roy Scheider
John R. Carter, Robert L. Hoyt, Roger Heman Jr., Earl Madery – Der weiße Hai (Jaws)
John A. Bolger Jr., John L. Mack, Leonard Peterson, Don Sharpless – Die Hindenburg (The Hindenburg)
Roy Charman, William McCaughey, Aaron Rochin, Harry W. Tetrick – Der Wind und der Löwe (The Wind and the Lion)
Les Fresholtz, Arthur Piantadosi, Al Overton Jr., Richard Tyler – 700 Meilen westwärts (Bite the Bullet)
Don MacDougall, Richard Portman, Jack Solomon, Curly Thirlwell – Funny Lady

### Bester animierter Kurzfilm
präsentiert von Marisa Berenson und O. J. Simpson
Great – Bob Godfrey
Kick Me – Robert Swarthe
Monsieur Pointu – André Leduc, Bernard Longpré
Sisyphus – Marcell Jankovics

### Bester Kurzfilm
präsentiert von Marisa Berenson und O. J. Simpson
Angel and Big Joe – Bert Salzman
Conquest of Light – Louis Marcus
Dawn Flight – Brian Lansburgh, Larry Lansburgh
A Day in the Life of Bonnie Consolo – Barry J. Spinello
Doubletalk – Alan Beattie

### Bester Dokumentarfilm (Kurzfilm)
präsentiert von Beau Bridges und Marilyn Hassett
The End of the Game – Robin Lehman, Claire Wilbur
Arthur and Lillie – Jon Else, Steven Kovacs, Kristine Samuelson
Probes in Space – George Casey
Um Jahrmillionen voraus (Millions of Years Ahead of Man) – Manfred Baier
Whistling Smith – Barrie Howells, Michael J. F. Scott

### Bester Dokumentarfilm
präsentiert von Beau Bridges und Marilyn Hassett
Schußfahrt vom Mount Everest (The Man Who Skied Down Everest) – F. R. Crawley, James Hager, Dale Hartleben
The California Reich – Keith Critchlow, Walter F. Parkes
Fighting for Our Lives – Glen Pearcy
The Incredible Machine – Irwin Rosten
The Other Half of the Sky: A China Memoir – Shirley MacLaine

### Bester fremdsprachiger Film
präsentiert von Jacqueline Bisset und Jack Valenti
Dersu Usala, Sowjetunion – Akira Kurosawa
Actas de Marusia, Mexiko – Miguel Littín
Der Duft der Frauen (Profumo di donna), Italien – Dino Risi
Das gelobte Land (Ziemia obiecana), Polen – Andrzej Wajda
Sandakan, Haus Nr. 8 (Sandakan hachibanshokan bohkyo), Japan – Kei Kumai

## Ehrenpreise

### Ehrenoscar
- Mary Pickford

### Special Achievement Award
Albert Whitlock, Glen Robinson für die besten visuellen Effekte in Die Hindenburg (The Hindenburg)
Peter Berkos für die besten Toneffekte in Die Hindenburg (The Hindenburg)

### Irving G. Thalberg Memorial Award
- Mervyn LeRoy

### Jean Hersholt Humanitarian Award
- Jules C. Stein

### Scientific and Engineering Award
Chadwell O’Connor
William F. Miner

### Technical Achievement Award
Lawrence W. Butler, Roger W. Banks
David J. Degenkolb, Fred Scobey, John Dolan, Richard Dubois
Joseph F. Westheimer
Carter Equipment Co., Inc., Ramtronics
Hollywood Film Co.
Bell & Howell
Fredrik Schlyter